# موقع هاو 123

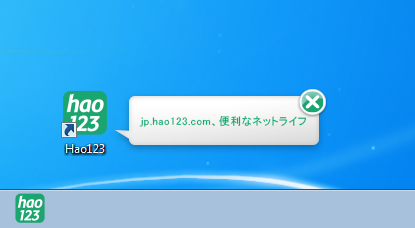
Hao123

موقع هاو 123  (بالإنجليزية: hao123)‏ هو دليل ومحرك بحث علي الانترنت، وأحد منتجات شركة baidu.com) Baidu)، أنشئ في شهر مايو عام 1999، وهو أول دليل مواقع على الإنترنت في الصين، وعبر أكثر من عشر سنوات من التطوير والتقدم أصبح أحد أكثر استخدامأ، وهو أول علامة تجارية لمواقع دليل المواقع على الإنترنت.

## وصلات خارجية
موقع هاو 123 على الإنترنت 